# Военновъздушни сили на Еритрея
Военновъздушните сили на Еритрея са създадени през 1994 г. след независимостта на страната. Първоначално инвентарът им се състои от изоставени от етиопските сили вертолети и самолети. Числеността на еритрейските ВВС се увеличава рязко по време на Еритрейско-Етиопската война (1998 – 2000). Тогава са купени изтребители МиГ-29. Пленени са и немалък брой етиопски вертолети. През 2000 г. Еритрея купува 8 Су-25 от Грузия, още 6 МиГ-29 от Молдова, а през 2003 г. се сдобива и с 6 Су-27.
Щабът на ВВС е в столицата Асмара.

## Инвентар
| Машина                 | Произход  | Тип                     | Варианти        | В експлоатация | Бележки |
| ---------------------- | --------- | ----------------------- | --------------- | -------------- | ------- |
| Aermacchi M-290 RediGO | Финландия | тренировъчен самолет    | L-90TP          | 8              |         |
| Aermacchi MB-339       | Италия    | щурмовик                | MB-339C         | 3              |         |
| Ан-12                  | Русия     | транспортен самолет     | Ан-12           | 6              |         |
| Харбин Y-12            | Китай     | транспортен самолет     |                 | 3              |         |
| МиГ-29                 | Русия     | изтребител тренировъчен | МиГ-29 МиГ-29UB | 5 2            |         |
| Ми-8                   | Русия     | транспортен вертолет    | Ми-8 Ми-17      | 2 1            |         |
| Ми-24                  | Русия     | боен веролет            | Ми-24D Ми-35    | 10 5           |         |
| Су-25                  | Русия     | щурмовик                |                 | 6              |         |
| Су-27                  | Русия     | изтребител              |                 | 6              |         |